# Svarthuvad frötangara
Ej att förväxla med svarthuvad tangara (Stilpnia cyanoptera).
Svarthuvad frötangara (Sporophila ardesiaca) är en fågel i familjen tangaror inom ordningen tättingar.

## Utbredning och systematik
Fågeln förekommer i östra Brasilien (södra Minas Gerais, Espírito Santo och Rio de Janeiro). Den behandlas ibland som underart till gulbukig frötangara (S. nigricollis).

### Familjetillhörighet
Liksom andra finkliknande tangaror placerades denna art tidigare i familjen Emberizidae. Genetiska studier visar dock att den är en del av tangarorna.

## Status
Arten har ett begränsat utbredningsområde, men tros öka i antal. IUCN kategoriserar arten som livskraftig.